# Louargat
Louargat (bretonisch: Louergad) ist eine französische Gemeinde mit 2.393 Einwohnern (Stand: 1. Januar 2022) im Département Côtes-d’Armor in der Region Bretagne; sie gehört zum Arrondissement Guingamp und zum Kanton Callac. Die Einwohner werden Louargatais und Louargataises genannt.
Die Gemeinde erhielt die Auszeichnung „Vier Blumen“, die vom Conseil national des villes et villages fleuris (CNVVF) im Rahmen des jährlichen Wettbewerbs der blumengeschmückten Städte und Dörfer verliehen wird.

## Geographie
Louargat liegt etwa 42 Kilometer westlich von Saint-Brieuc. Im Gemeindegebiet entspringt der Fluss Guindy. Umgeben wird Louargat von den Nachbargemeinden Pluzunet im Norden, Bégard im Nordosten, Pédernec im Nordosten und Osten, Tréglamus im Osten und Südosten, Gurunhuel im Südosten und Süden, Plougonver im Südwesten, Belle-Isle-en-Terre im Westen sowie Trégrom im Westen und Nordwesten.
Durch die Gemeinde führt die Route nationale 12. Der Bahnhof liegt an der Bahnstrecke Paris–Brest.

## Geschichte
Am 30. August 1799 kämpften die Republikaner hier gegen Royalisten aus der Bretagne, der Normandie und des nördlichen Anjou (die Chouannes). Der Kampf war eher ein Scharmützel (112 Republikaner gegen ca. 160–200 Chouannes), aus dem die Republikaner siegreich hervorgehen.

### Bevölkerungsentwicklung
| Jahr                       | 1962 | 1968 | 1975 | 1982 | 1990 | 1999 | 2012 | 2019 |
| Einwohner                  | 2428 | 2340 | 2179 | 2224 | 2128 | 2126 | 2319 | 2329 |
| Quellen: Cassini und INSEE |      |      |      |      |      |      |      |      |

## Sehenswürdigkeiten
- Menhire von Pergat
- Gallische Stele Boule de Saint-Michel aus der Eisenzeit
- Hügelgrab, genannt An Dossen, seit 1946 als Monument historique klassifiziert
- Pfarrkirche Notre-Dame-des-Neiges, errichtet 1869 mit Glockenturm aus dem 16. Jahrhundert
- Pfarrkirche Saint-Eloi aus dem ausgehenden 19. Jahrhundert
- Kapellen Saint-Jean, Saint-Fiacre (beide 17. Jahrhundert), Saint-Paul und Saint-Sylvestre (beide 18. Jahrhundert) sowie Saint-Hervé
- Calvaire in Saint-Eloi aus dem 17. Jahrhundert
- Calvaire in Louargat aus dem 16. Jahrhundert
- Wallburg Pen Ar Stang aus dem Hochmittelalter, seit 1946 als Monument historique klassifiziert
- Herrenhaus Le Cleuziou aus dem 15. Jahrhundert mit Kapelle Sainte-Marguerite
- Herrenhaus Plouserf, wahrscheinlich aus dem 18. Jahrhundert

Siehe auch: Liste der Monuments historiques in Louargat

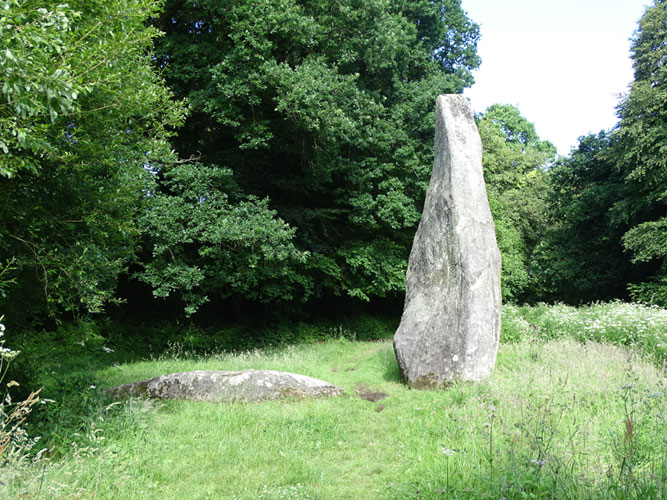
Menhir Pergat
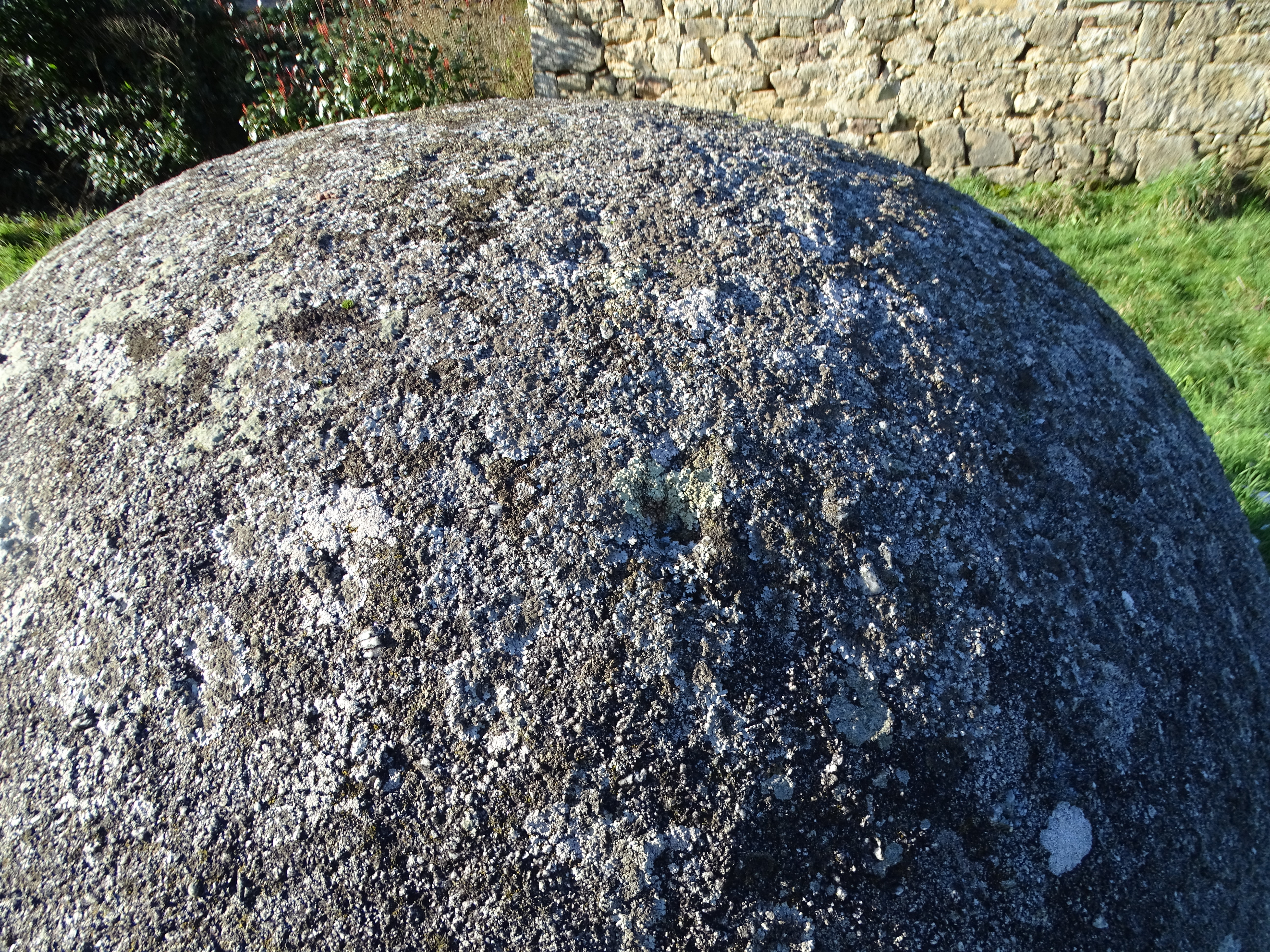
Boule de Saint-Michel
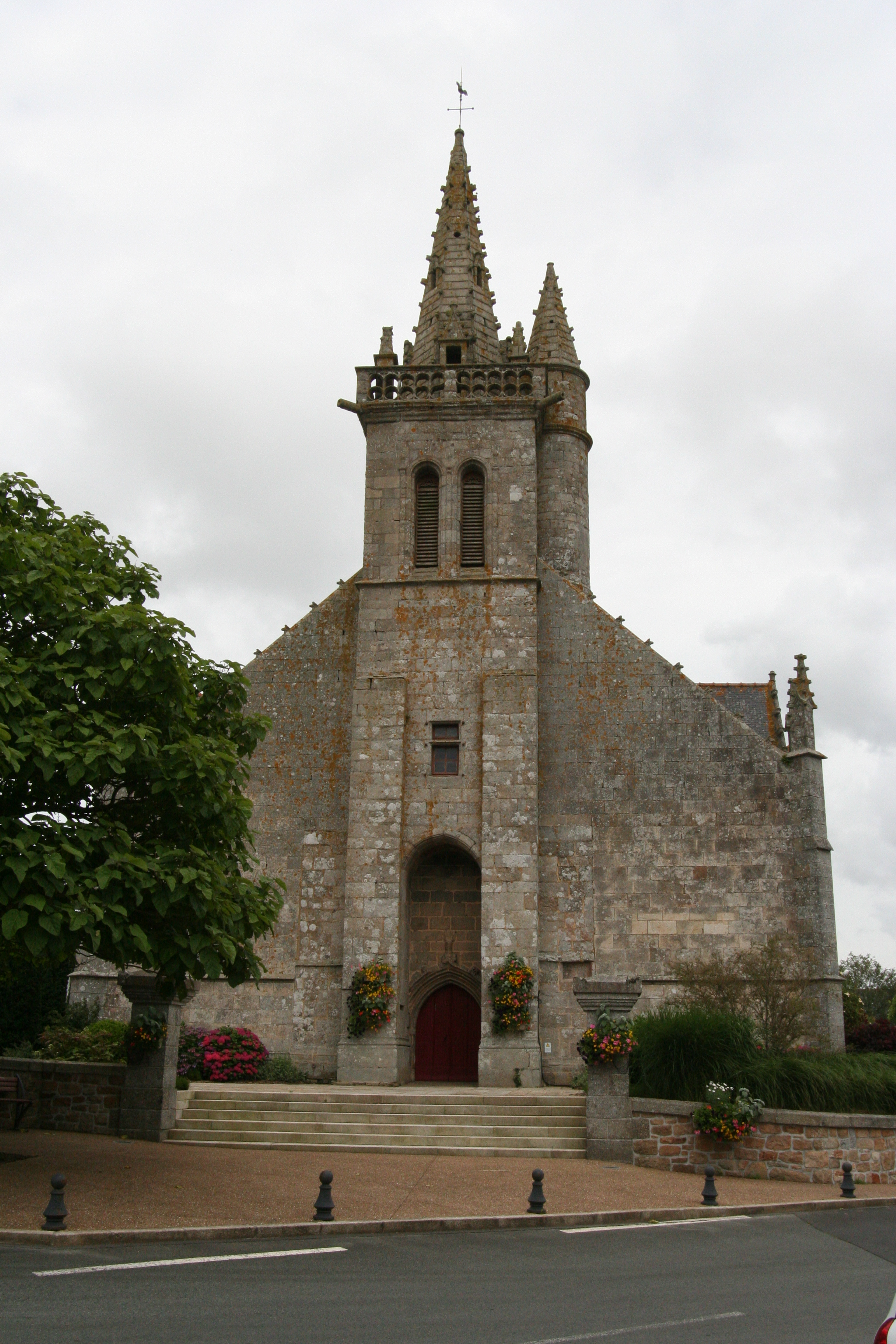
Kirche Notre-Dame-des-Neiges
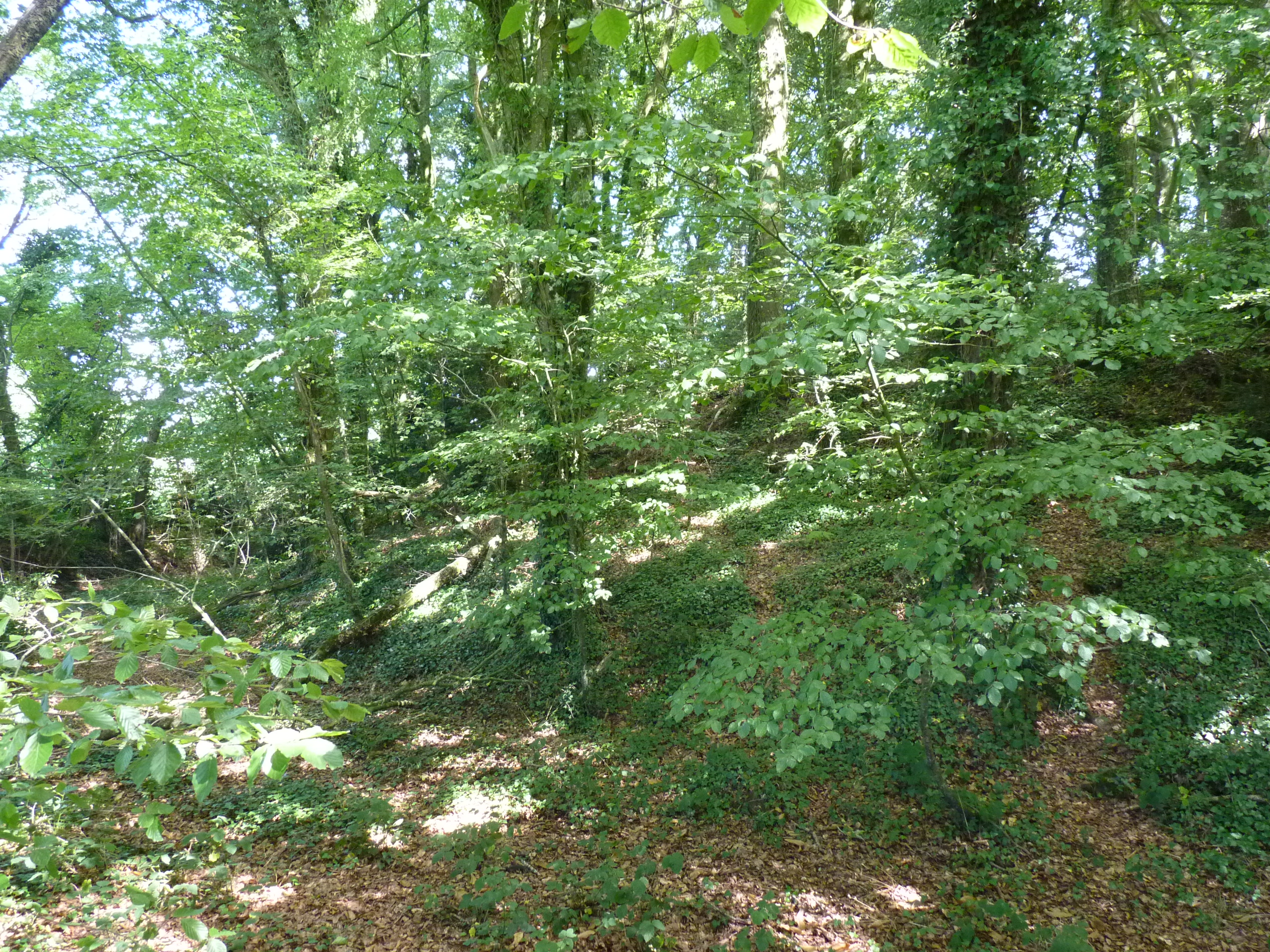
Wallburg (Motte) Penn Ar Stang
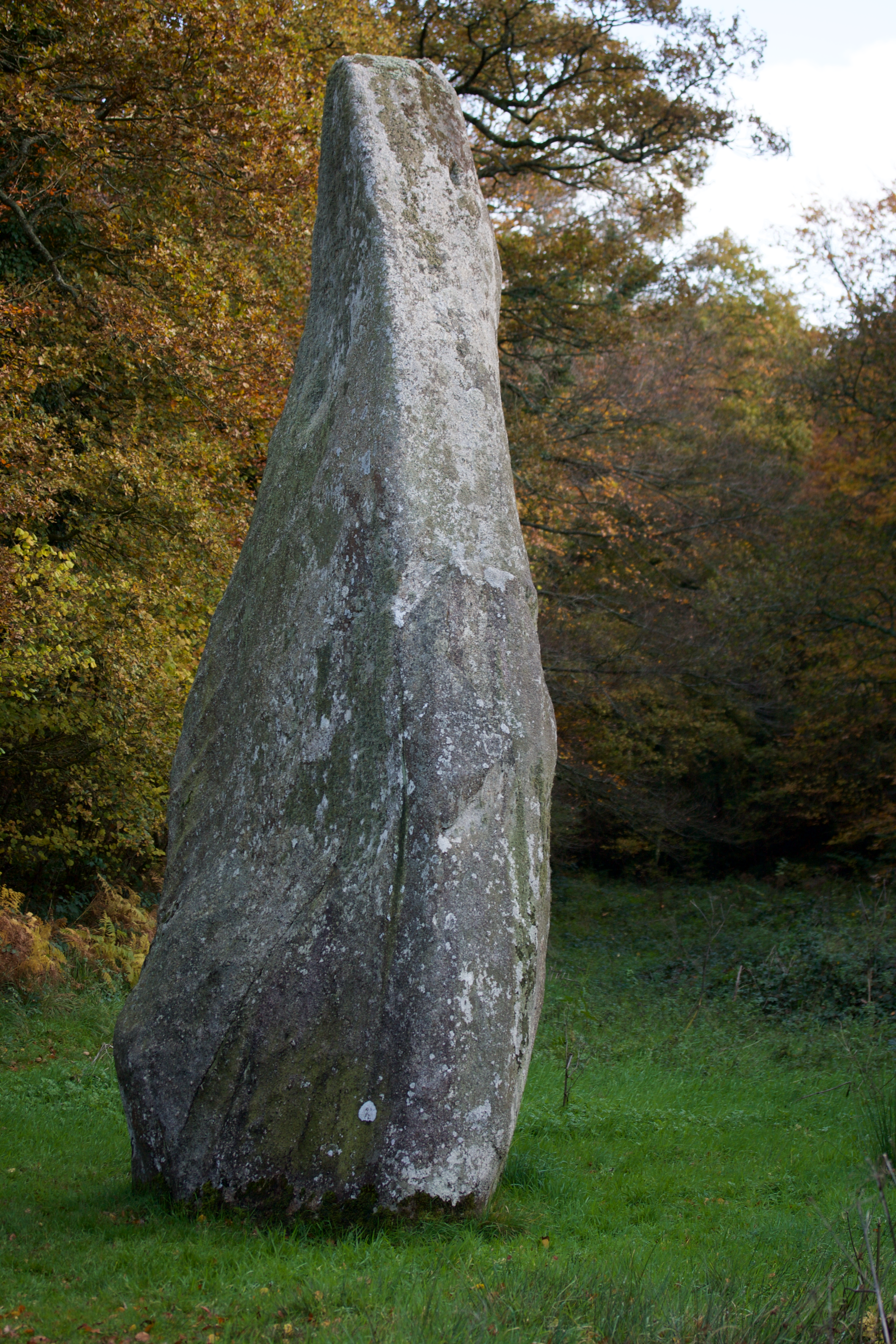
Menhir von Pergat
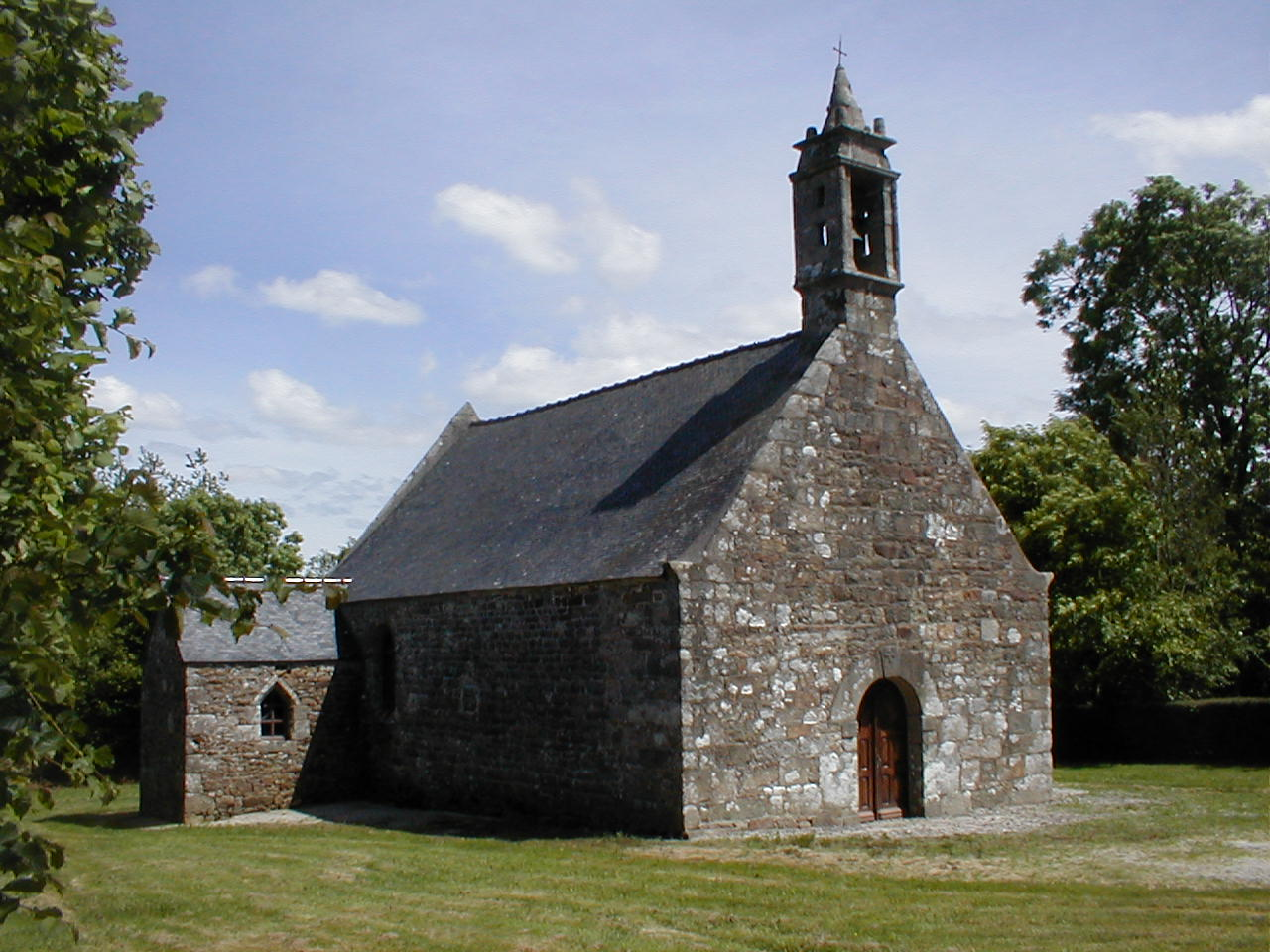
Kapelle Saint-Jean
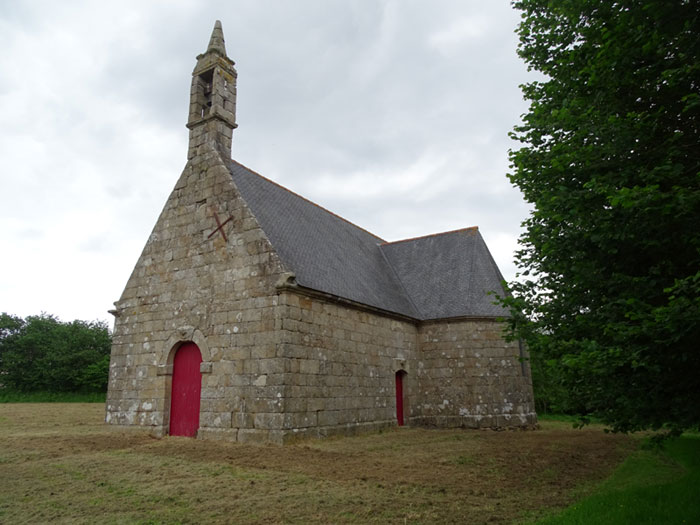
Kapelle Saint-Paul
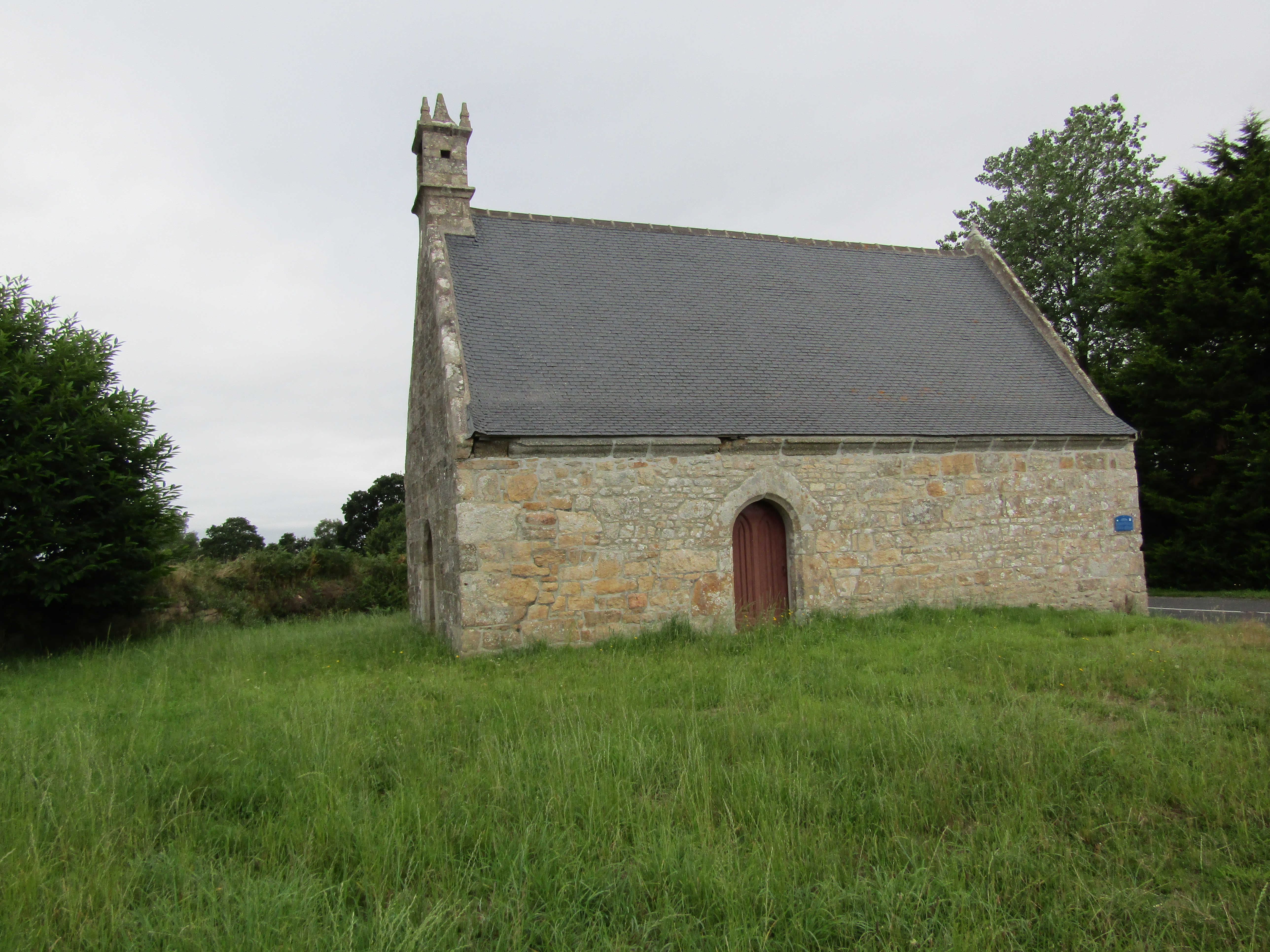
Kapelle Saint-Sylvestre
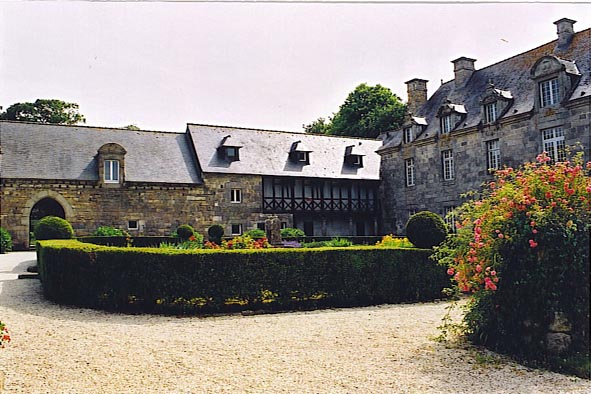
Herrenhaus Le Cleuziou

## Persönlichkeiten
- Alexandre Thomas (1913–1990), Politiker (SFIO)